# Walter Gräfenhahn
Nicolaus Walter Gräfenhahn (* 19. April 1877 in Hamburg; † 22. August 1945 in Lübeck) war ein deutscher Grafiker, Landschafts- und Tiermaler.

## Leben

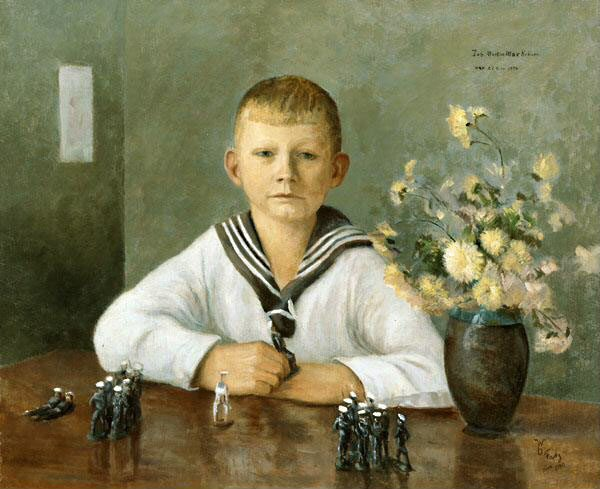
Knabe im Matrosenanzug mit Spielzeugmarinesoldaten

Walter Gräfenhahn war ein Sohn des auf der Uhlenhorst, Schöne Aussicht 19, wohnenden Kaufmanns Ernst Wilhelm Gräfenhahn und dessen Frau Helene Elisabeth Laura, geb. Thomsen. Er machte eine Ausbildung zum Chromolithographen und besuchte anschließend für ein Jahr die Gewerbeschule in Hamburg. Von 1901 bis 1907 war er Student der Malerei an der Kunstakademie Dresden, hier besonders als Atelierschüler bei Eugen Bracht, gefolgt von einem Aufenthalt an der Académie Julian in Paris.
Am 12. November 1903 heiratete er in Bergedorf Emma Elisabeth Adelheid Stange (* 13. Juni 1880 in Kirchwerder; † 19. Februar 1940 in Lübeck). Seine Ehefrau war die Tochter des Arztes Otto Stange aus Bergedorf und der Pauline Sonder. Er wurde damit zum Schwager des Lübecker Unternehmers Bernhard Dräger, Mitinhaber der Drägerwerke. Zudem waren sie seit der Heirat verschwägert mit der Malerin Anna Dräger-Mühlenpfordt und deren Mann, dem Architekten und Baurat Carl Mühlenpfordt. Die Familie wohnte im Dresdner Vorort Blasewitz, wo 1906 auch die Tochter Helene Pauline Margarethe geboren wurde. Von 1908 bis 1910 waren die Gräfenhahns im Kleinen Künstlerhaus in Dresden-Loschwitz ansässig. In den Jahren 1907 bis 1910 war Gräfenhahn im Atelier von Emanuel Hegenbarth tätig.

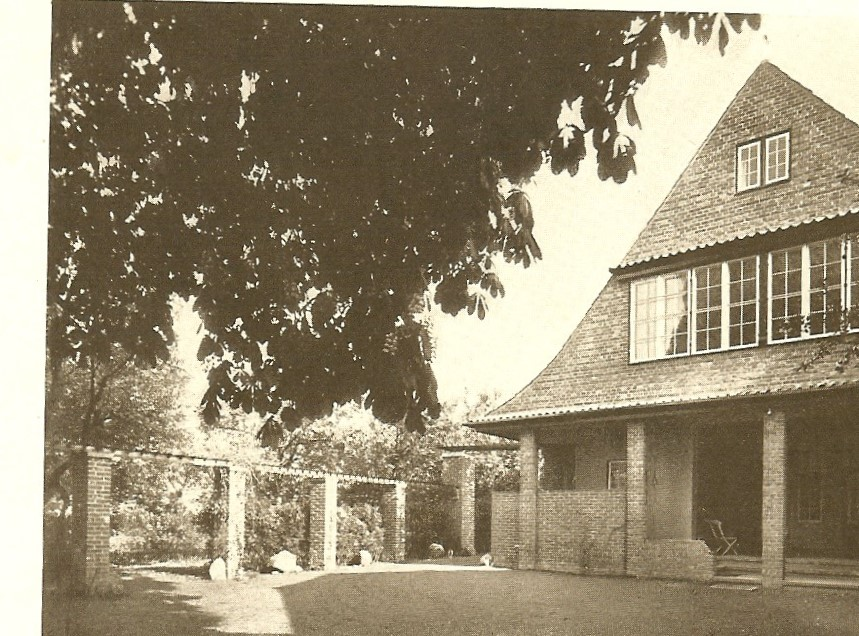
Landhaus Nöltingshof

Anschließend zog die Familie nach Lübeck, wo sie zunächst in der Nähe der Drägerwerke in der Moislinger Allee und ab 1917 auf dem Nöltingshof im Fahlenkampsweg wohnte. Auf dem Hof betrieb man auch Obstkultur und Kleintierzucht. Lübecker Bürger wurde Gräfenhahn jedoch erst 1919 mit der Aufnahme in den „Lübeckischen Staatsverband“. Von den Architekten Runge & Lenschow ließ sich Gräfenhahn Ende der 1920er Jahre hier ein neues Landhaus mit Atelier erbauen. Neben seiner Tätigkeit als Maler war Walter Gräfenhahn auch in die Drägerwerke involviert, das Lübecker Adressbuch des Jahres 1918 erwähnt ihn unter den Verwaltungsvorständen als Kassendirektor.
Walter Gräfenhahn malte vorwiegend Landschaften und Tierbilder, fertigte zudem auch Bildnisse.

## Werke (Auswahl)
- Knabe im Matrosenanzug mit Spielzeug-Marinesoldaten. 1940, Öl/Leinwand, 60 × 74 cm. Kieler Stadtmuseum im Warleberger Hof[10][11]
- Ausblick. o. J., Öl/Leinwand, 67 × 50 cm, Inv. 1980/k 637, Stadtmuseum Dresden[12]
- Dorf am See, Behnhaus Lübeck (erworben 1927)[13]

## Ausstellungsbeteiligungen
Ausstellungen der Overbeck-Gesellschaft zu Lübeck
- 1938/39: Jahresausstellung der Lübecker Künstler und Kunsthandwerker, Dez. 1938 – Jan. 1939, Lübeck (= 198. Ausst.)
- 1936/37: Weihnachtsausstellung Lübecker Künstler, Dez. 1936 – Jan. 1937, Lübeck (= 179. Ausst.)
- 1926: Lübeck im Bilde neuerer Lübecker Künstler, Juni – Juli 1926	Lübeck (= 78. Ausst.)
- 1919/20: Vereinigung Lübecker Bildender Künstler, Dez. 1919 – Jan. 1920, Lübeck (= 17. Ausst.)
- 1918: Lübecker Künstler, Nov. – Dez. 1918, Lübeck (= 6. Ausst.)

Weitere Ausstellungsteilnahmen
- 1918: Künstlerhaus, Dresdner Kunstgenossenschaft
- 1912: Große Kunstausstellungen Dresden und Hannover
- 1909: Künstlerhaus, Dresdner Kunstgenossenschaft
- 1908: Glaspalast München